# کل کبود
کلِ کبود، روستایی از توابع بخش سردرود شهرستان رزن در استان همدان ایران است.

## جمعیت
این روستا در دهستان سردرودسفلی قرار دارد و براساس سرشماری مرکز آمار ایران در سال ۱۳۹۵، جمعیت آن ۴۱۹ نفر (۱۲۳خانوار) بوده‌است.